# The Humanoid (anime)
The Humanoid (ザ・ヒューマノイド 哀の惑星レザリア, The Humanoid: Ai no Wakusei Lazeria), litteralement The Humanoid : Lazeria the Planet of Love, aussi connu sous le nom Metallia, est un film d'animation OAV sorti en 1986 au Japon. 
Dans un univers mélangeant science-fiction et action, cette œuvre aborde le thème de la nature humaine à travers un gynoïde qui essaye de comprendre ce que cela signifie que d'être humain. Ce film est fortement inspiré de plusieurs œuvres de science fiction dont Star Wars, le film italien L'Humanoïde ainsi que Metropolis.

## Synopsis
Dans un futur lointain, le peuple anthropomorphe des Megalosians a dû se refugier sur la planète Lazeria car leur monde d'origine a été dévasté. Ils partagent la planète idyllique avec un avant-poste humain dirigé par le Dr. Watson. Le Gouverneur des Megalosians, Proud, ordonne cependant de réveiller le vaisseau interstellaire Iczeon, un artefact d'une civilisation ancienne, pour retourner sur leur monde d'origine, quitte à menacer Lazeria de destruction. Avec l'aide de Erik et Alan, deux pilotes de l'espace, le Dr.Watson et sa création, l'androïde Antoinette, vont tout faire pour s'y opposer.

## Personnages principaux
- Humains : Dr. Watson et sa fille Sheri, les pilotes Eric et Alan
- Antoinette (Metallia) : un robot humanoïde capable d'émotion, créé par le Dr. Watson
- Megalosians: La princesse Ignasia, son tuteur Libero, le gouverneur Proud

## Fiche technique
- Titre :  The Humanoid: Ai no Wakusei Lazeria
- Réalisation : Shin'ichi Masaki
- Scénario : Koichi Mizuide
- Character design : Shohei Obara
- Musique : Masao Nakajima
- Pays d'origine :  Japon
- Année de production : 1986
- Genre : science-fiction, action
- Durée :  45 minutes
- Dates de sortie française : n/a
- Autres sorties : Amérique du Nord (Central Park Media, 2003)

## Thèmes musicaux
- Dancin' in the Rain par Megumi Hayakawa
- Golden Smile par Megumi Hayakawa

## Commentaires
Le character design de l'humanoïde Antoinette est fortement inspiré de l'œuvre de Hajime Sorayama, connu pour ses design de gynoïde et du robot Maria du film Metropolis.
Plusieurs thèmes de science fiction sont abordés comme le Voyage interstellaire et les voitures volantes. Un artbook reprenant le design du film a été publié en 1986.

## Réception
Le film a été critiqué pour son manque de profondeur, sa durée relativement courte ne permettant pas de développements additionnels.